# Stein am Rhein
Stein am Rhein je obec ve švýcarském kantonu Schaffhausen. Žije zde přibližně 3 400 obyvatel.
Díky svému zachovalému historickému centru jde o známý turistický cíl.

## Geografie

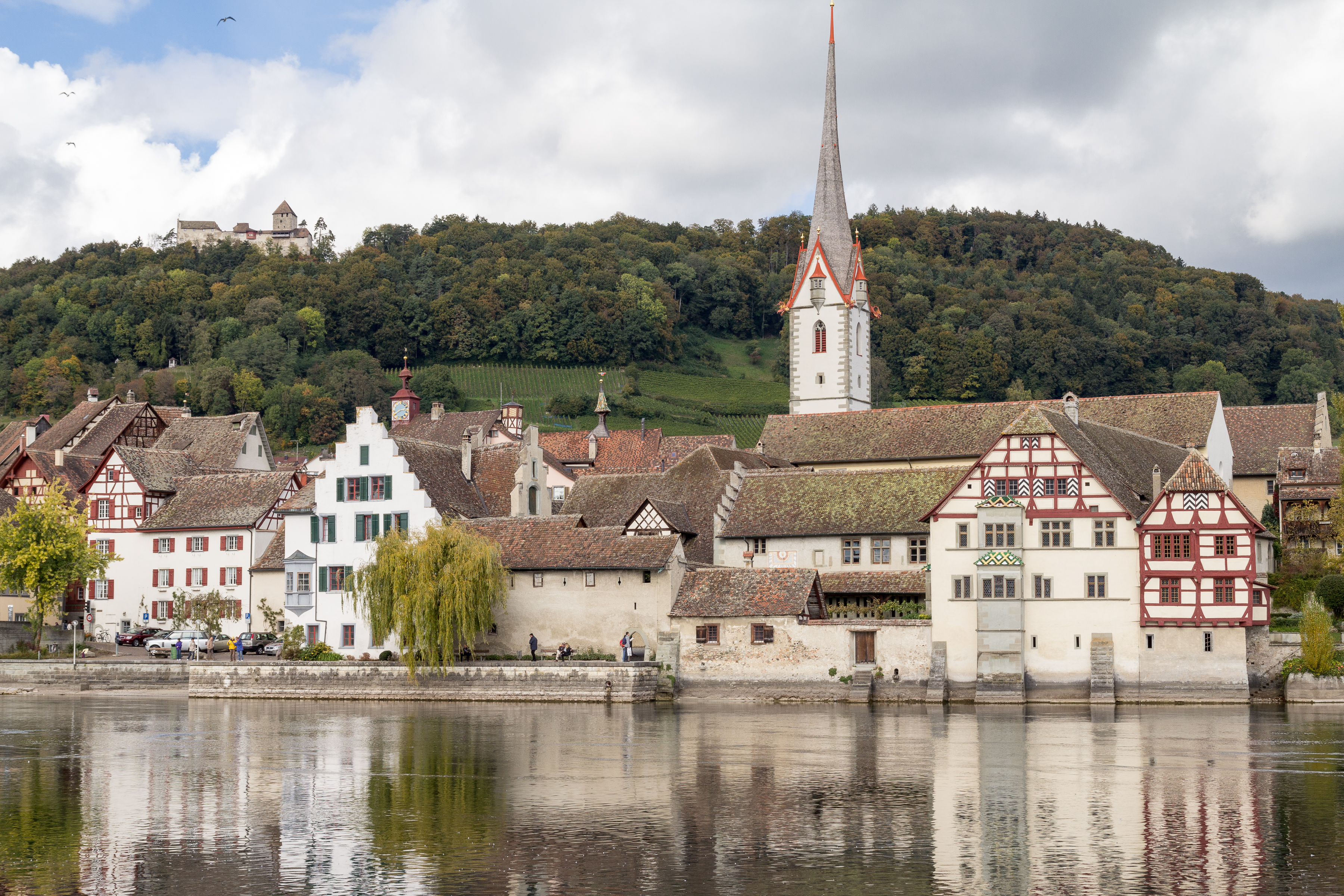
Centrum města s klášterem sv. Jiří

Město leží převážně na severu nebo na pravém břehu Vysokého Rýna v nadmořské výšce kolem 400 metrů, kde Rýn vytéká z Bodamského jezera. Stein am Rhein je jedinou obcí v kantonu Schaffhausen, která má přístup k Bodamskému jezeru a díky předmostí značnou část území jižně od Rýna. Východní a severovýchodní hranice obce jsou zároveň hranicí mezi Německem a Švýcarskem.
V obci Stein am Rhein se nacházejí dvě čtvrti: „Stein am Rhein“ a „Stein am Rhein vor der Brugg“. Na sever od Rýna se nachází staré město, škola, klášter, hrad Hohenklingen a obytné čtvrti Oberdörfli, im Boll, Niederfeld a Klingenried. V části jižně od Rýna, zvané Stein am Rhein vor der Brugg, se nachází železniční stanice, větší část průmyslové zóny, kde se nachází nákupní centra, a dále obytné čtvrti Espi, Burg, Burgacker, Degerfeld, Köhlerweid a nádražní čtvrť včetně železničního a autobusového nádraží. Kuriozitou je fakt, že příslušnost k obvodu má vliv i na výši daně (reformovaná církevní daň).

## Historie

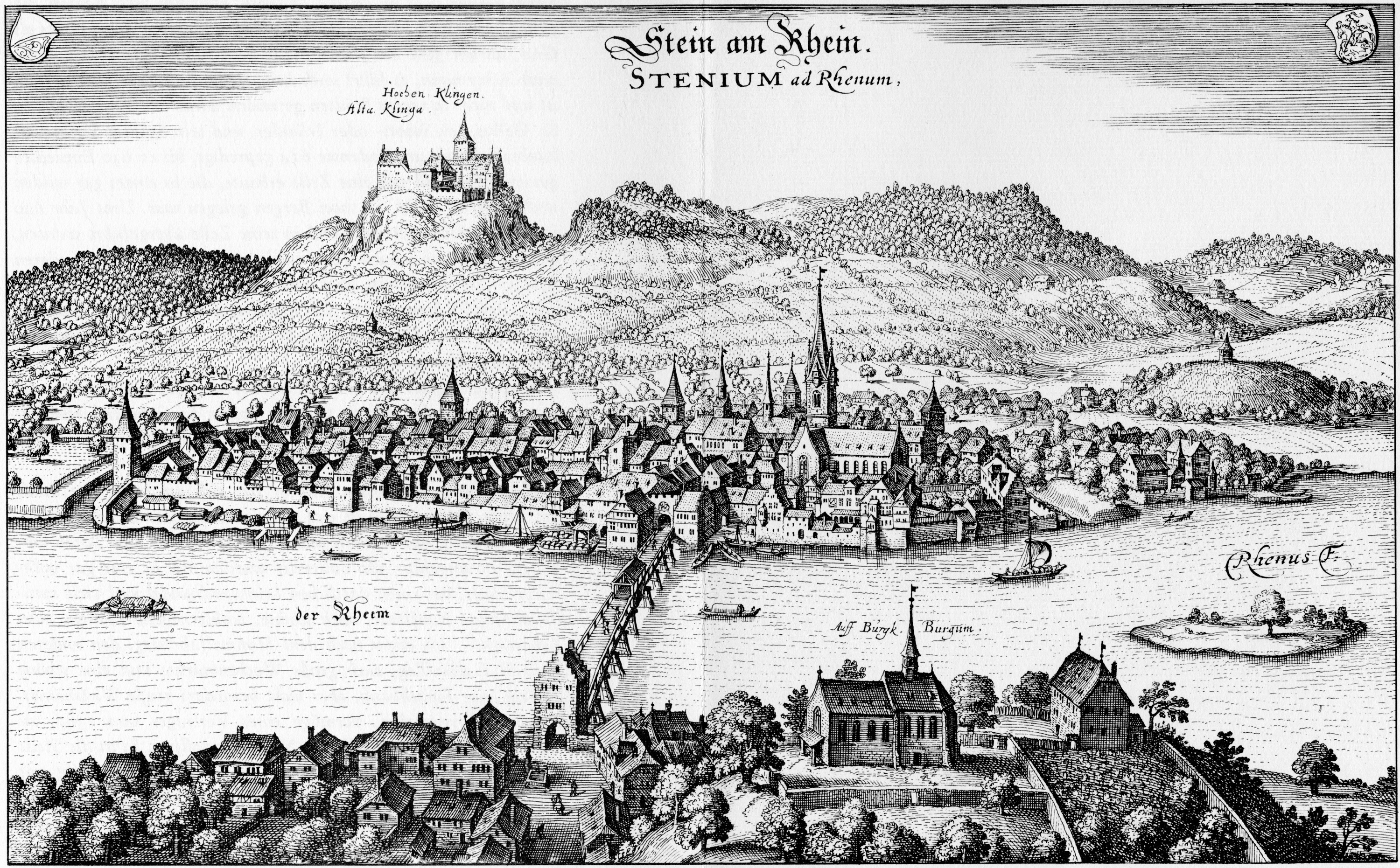
Vyobrazení Steinu am Rhein z roku 1642

Archeologické nálezy a fragmentární stavební nápis dokládají, že na místě dnešního města se v pozdní antice nacházela římská pohraniční pevnost (o rozměrech cca 90 × 90 m), zvaná Tasgetium, která kontrolovala most přes Rýn a byla obsluhována limitanei. Stejnojmenná osada existovala již od 1. století, ale pevnost byla postavena až kolem roku 300 n. l. za císaře Diokleciána a nacházela na levém břehu Rýna. Zbytky jižní vnější hradby dnes tvoří hranici hřbitova a jsou dobře patrné. Další práce na pevnosti byly provedeny na počátku 5. století. Vpravo od řeky se nacházelo menší předmostí a při vykopávkách kolem roku 1900 byl objeven pozdně římský hřbitov. Existují důkazy o určité kontinuitě osídlení do středověku; několik středověkých budov bylo postaveno na základech římských staveb. Římský název obce však upadl v zapomnění.
Nejstarší dochovaná listina s názvem Stein am Rhein pochází z roku 1267, kdy byl majitelem obce a pánem trhu klášter svatého Jiří. Opat jmenoval správce nižšího soudnictví, k němuž přibyla městská rada. Císařská svrchovanost, tj. vrchnostenská jurisdikce a panská práva, patřila zpočátku vévodům ze Zähringenu, poté hofmistrům kláštera St. Georgen, baronům z Hohenklingenu a nakonec rodu Klingenbergů.

Letecký pohled (1919)

Nejstarší městská listina Steinu pochází z roku 1385 a 22. ledna 1457 se městským úřadům podařilo získat od Klingenbergů lenní práva, čímž získali statut říšské svobody. V roce 1459 se Stein spojil s Curychem a Schaffhausenem, aby se ochránil před útoky Habsburků. V roce 1468 si obec vytvořila ústavu se starostou, radními, císařským rychtářem (vrchní soud) a rychtářem (nižší soud). Cechy neměly žádné přímé politické slovo. Do 16. století získal Stein v okolí malé poddanské území, které tvořily Hemishofen, Ramsen s Wiesholzem, Wilen, Karolihof a Bibern, Wagenhausen s Bleuelhausenem a Reichlingen.
Dne 29. září 1484 přešel Stein z finančních a politických důvodů pod patronát Curychu a připojil se tak ke konfederaci. V důsledku toho město nemohlo získat patronát nad opatstvím sv. Jiří, protože ho Curych předběhl. Poté, co bylo opatství během reformace zrušeno, si Curych postupně upevnil nad Steinem svou svrchovanost jako právní nástupce kláštera.
V roce 1512 obdrželo město od papeže Julia II. cenný „Juliův prapor“ za služby prokázané v letech 1508–1510 při vyhnání Francouzů.
Příslušnost k Curychu skončila během helvétského období, kdy byl Stein v květnu 1798 připojen k Schaffhausenu. Přestože se Stein v roce 1802 pokusil o návrat k Curychu, musel nakonec přijmout příslušnost k Schaffhausenu, když v roce 1803 vstoupila v platnost zprostředkovatelská ústava.
Ve středověku a raném novověku měl Stein mimořádný strategický význam, protože se zde nacházel jeden z mála mostů přes Rýn. Během švábské války se Stein stal pro konfederaci branou do Hegau. Během třicetileté války chtěl švédský generál Gustav Horn obsadit město Kostnici, čehož bylo snazší dosáhnout ze švýcarské strany. Když Horn slíbil, že Stein am Rhein nepoškodí, pokud tudy bude pochodovat, mostní stráž pod vedením švýcarského velitele Martina Aufdermauera mu v noci ze 7. na 8. září 1633 umožnila průchod. Švýcarský generál Kilian Kesselring musel později nést následky. Pozdně středověký rýnský most byl zničen v bojích mezi Rusy a Francouzi za francouzského období.
Dne 22. února 1945 ve 12:35 hodin zahynulo při americkém bombardování devět lidí (včetně pěti dětí). V západní části města bylo zničeno šest domů a 28 jich bylo vážně poškozeno. Kvůli navigační chybě bylo přehlédnuto město Kitzingen u Würzburgu, vzdálené asi 250 kilometrů na sever, ale bomby musely být přesto svrženy, protože jinak by letadla musela přistát nad předpokládaným nepřátelským územím. Přeživší oběti byly později odškodněny americkou vládou.
Až do července 1999 byl Stein am Rhein hlavním městem stejnojmenného okresu.

## Obyvatelstvo

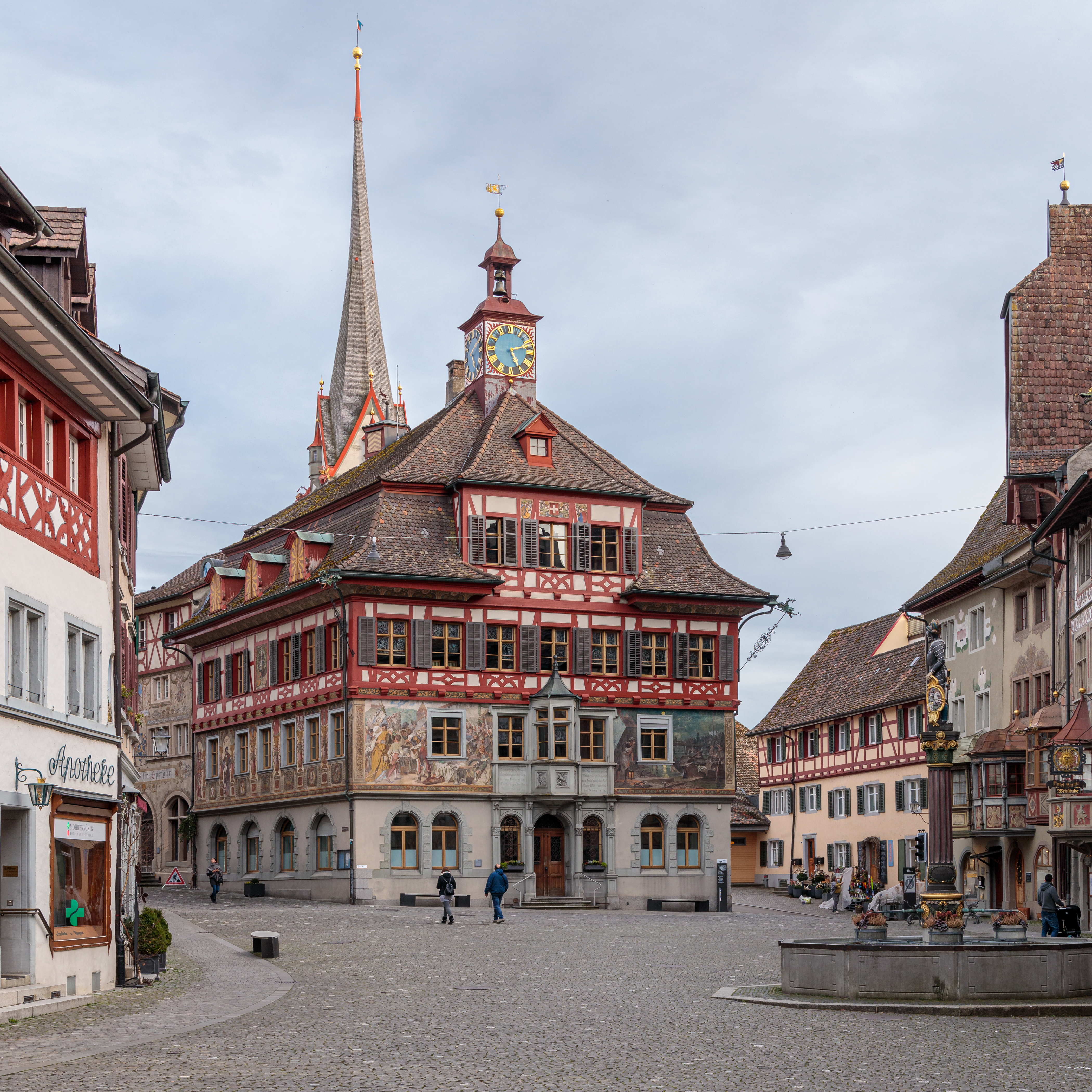
Radniční náměstí a radnice

| Rok            | 1583     | 1643    | 1798 | 1850 | 1900 | 1950 | 2000 |
| Počet obyvatel | cca 1720 | cca 830 | 1148 | 1469 | 1777 | 2352 | 2985 |

## Turismus
Obraz města charakterizuje mnoho historických budov - malované fasády domů, hrázděné domy, arkýře a malé uličky jsou turistickým potenciálem tohoto města. V roce 1972 byla obci udělena první Wakkerova cena za příkladnou ochranu městské krajiny.
Od roku 2000 se ve Steinu nad Rýnem konají v předvánočním čase trhy, které jsou známé jako Märlistadt. Staré město je vánočně vyzdobeno a podél ulice Märliweg se vypráví pohádka. Nabídku doplňuje mnoho stánků, zejména s místními produkty, a také středověký a westernový víkend.

## Doprava
Nádraží se nachází na levém břehu Rýna a je jediným nádražím v kantonu Schaffhausen jižně od Rýna. Spojení vede do Schaffhausenu, Winterthuru a podél Bodamského jezera po trati do Romanshornu a dále do Rorschachu a St. Gallenu. Železniční síť provozuje společnost Thurbo AG.
Stein am Rhein je konečnou stanicí autobusových linek z Frauenfeldu, Singenu a Radolfzellu.

## Galerie

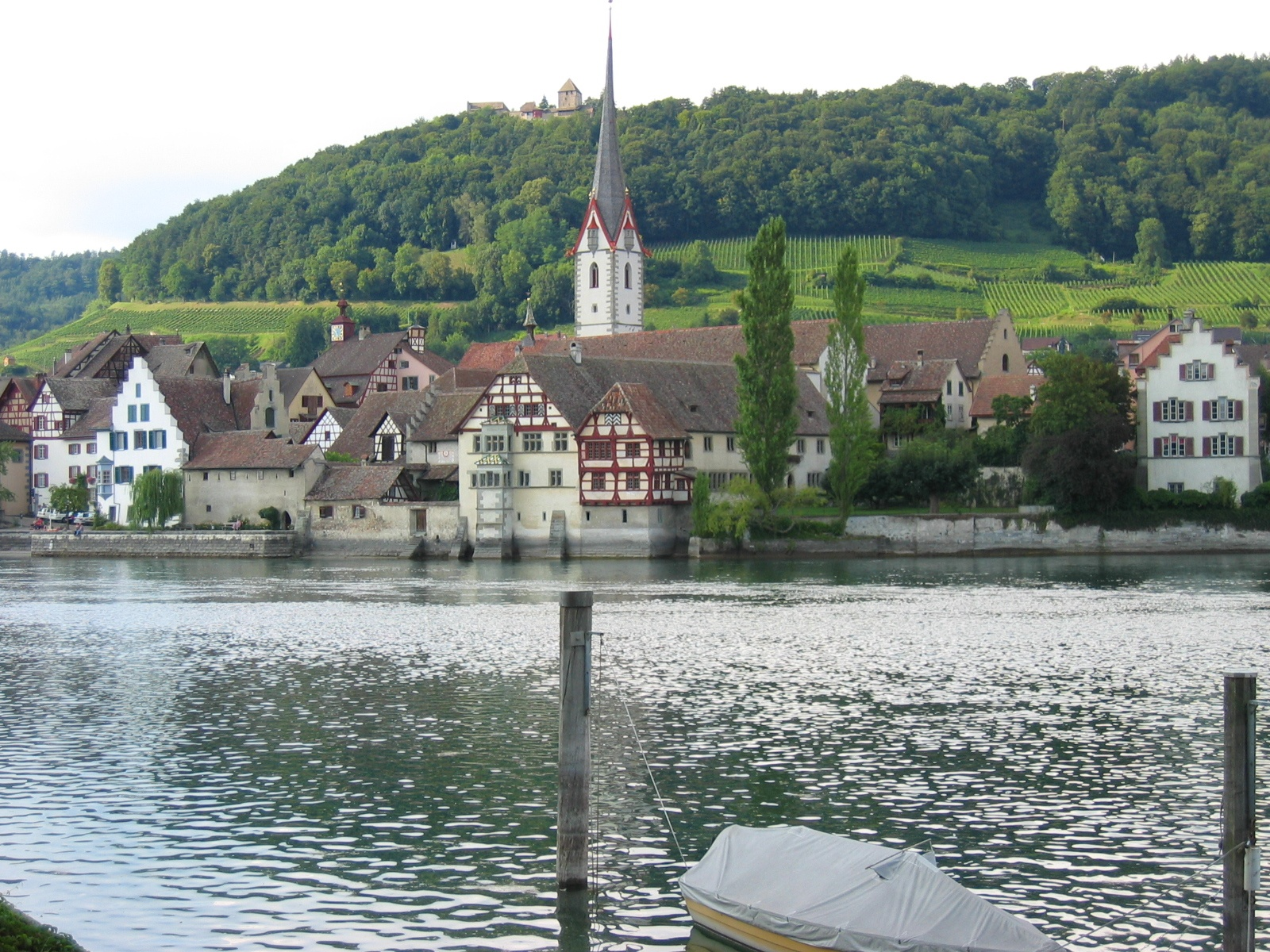
Stein am Rhein s hradem Hohenklingen v pozadí
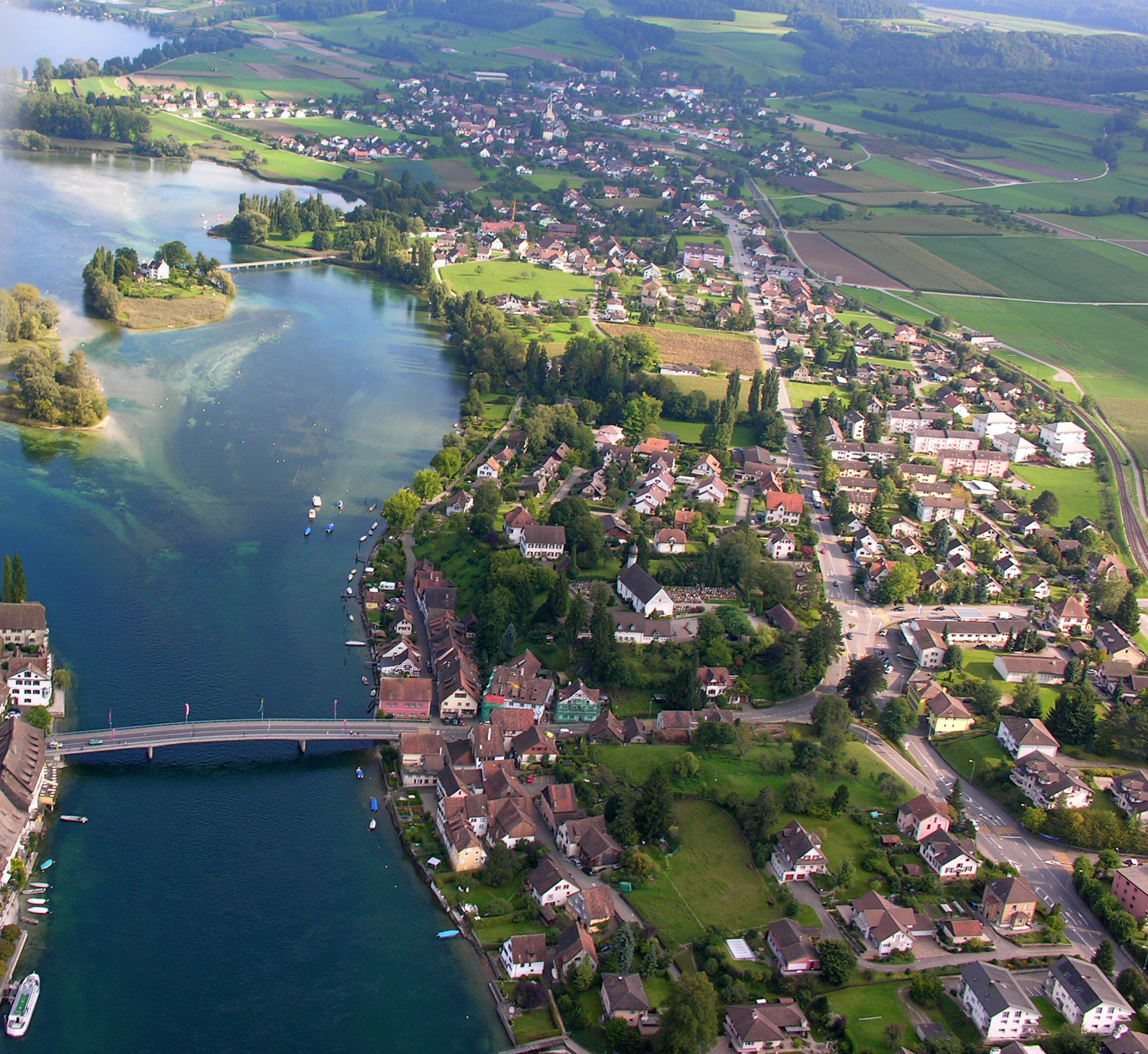
Městská část na levém břehu Rýna
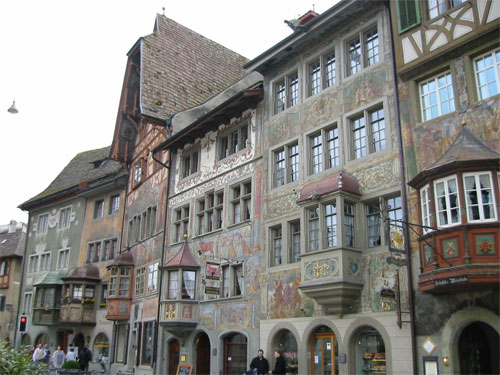
Historické domy na radničním náměstí (Rathausplatz)
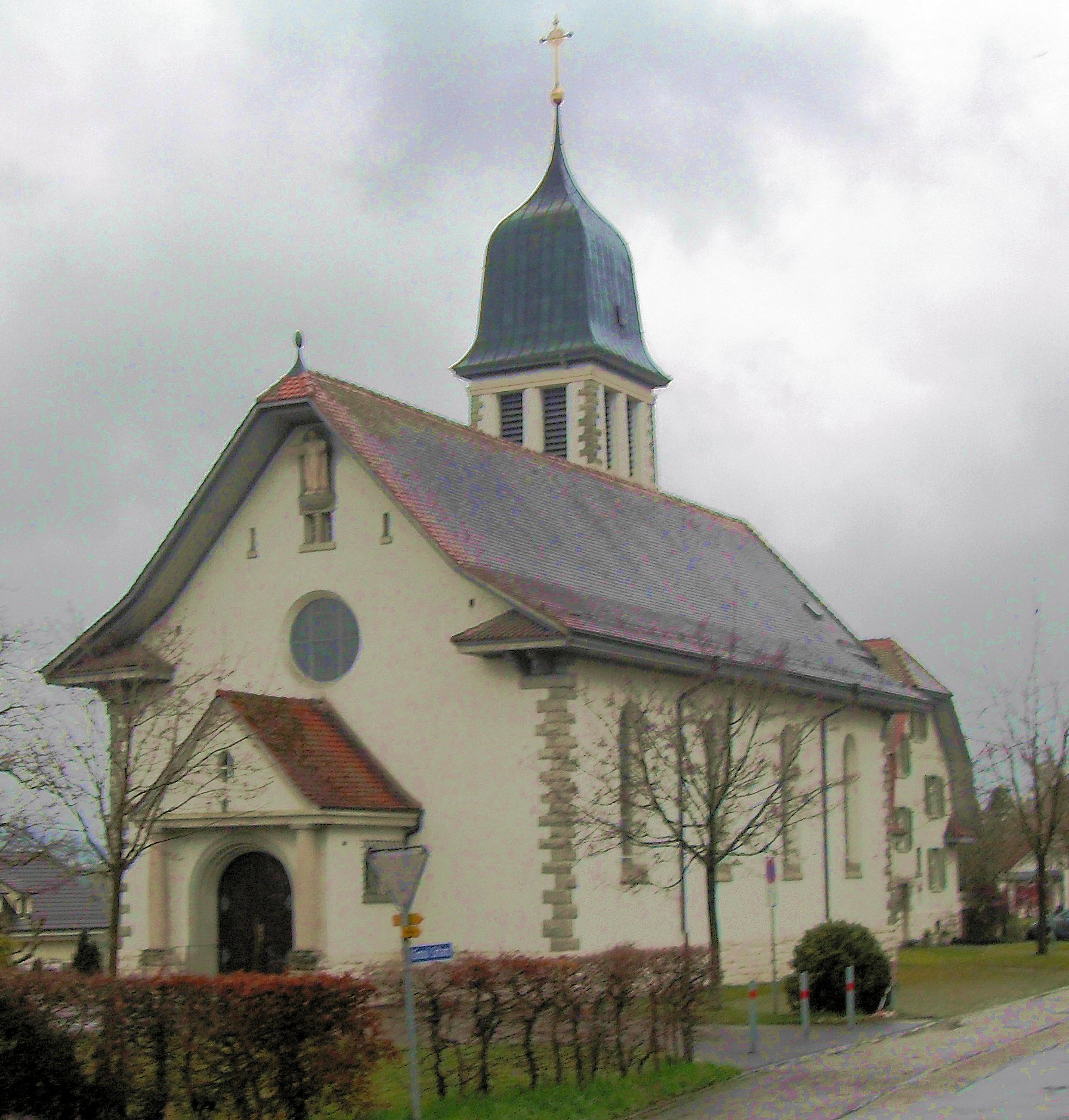
Kostel
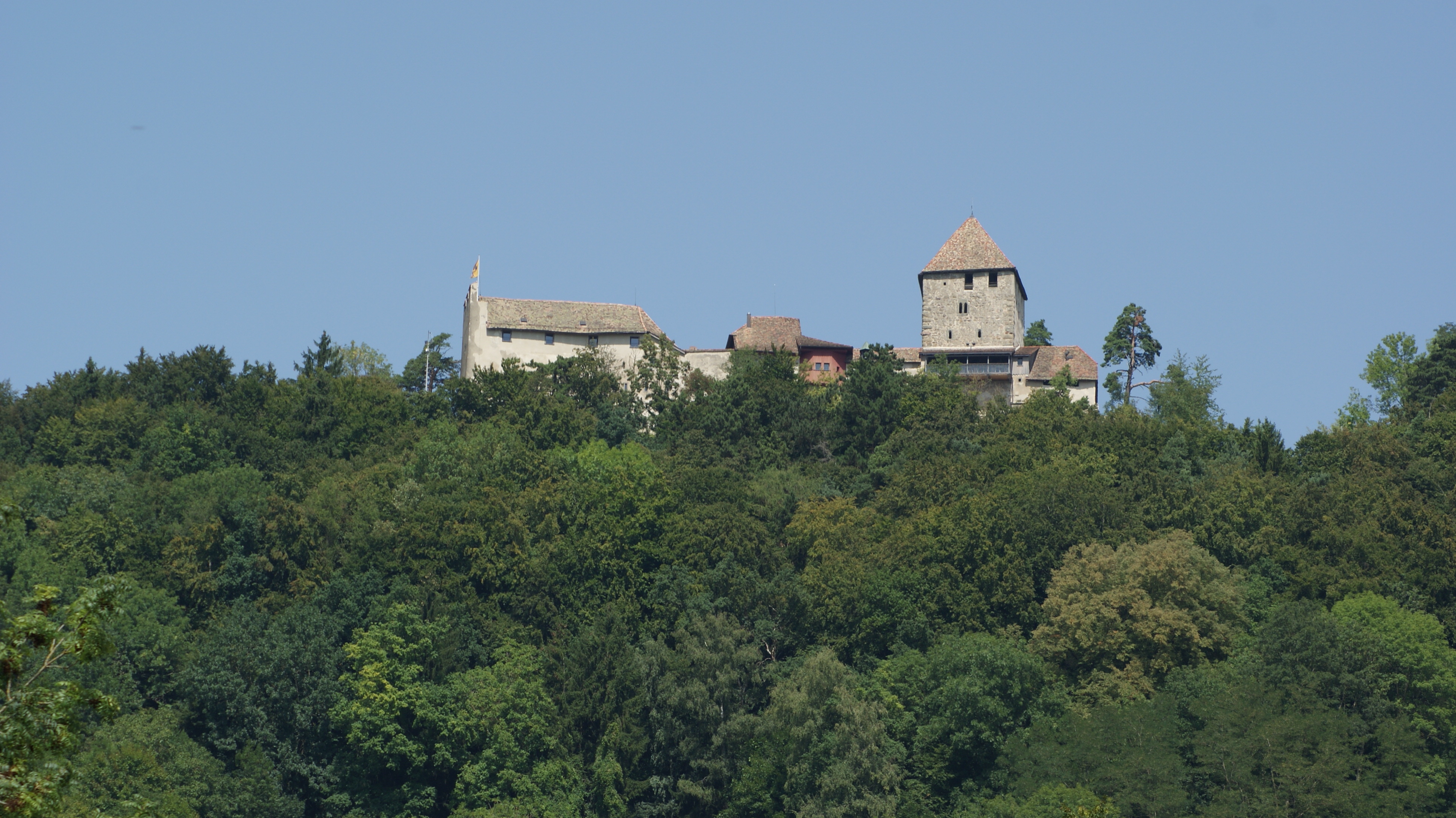
Hrad Hohenklingen
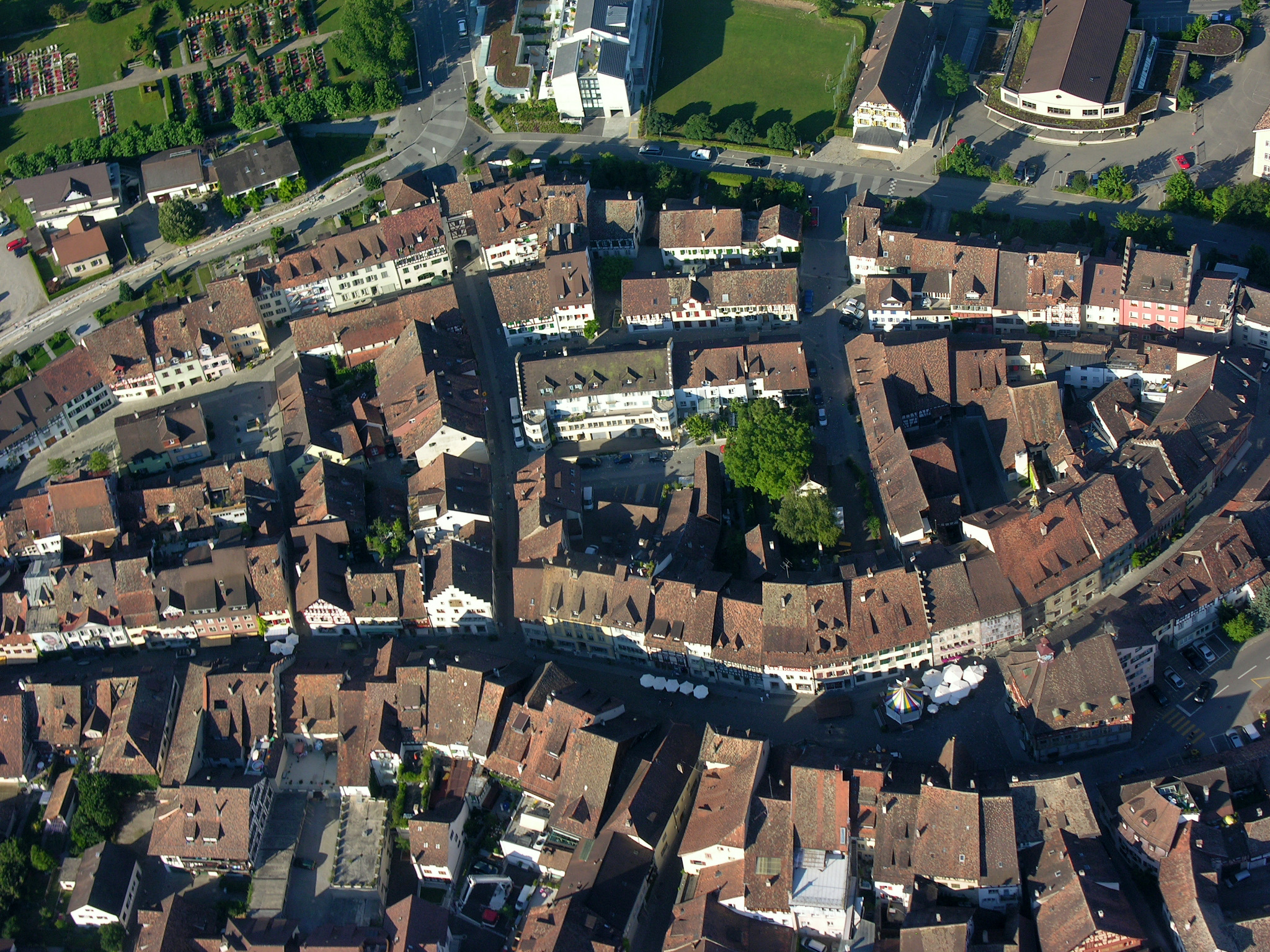
Letecký pohled na centrum